# Tidiane Diomandé
Tidiane Amédé Diomandé (14 marzo 1999) è un calciatore ivoriano, centrocampista dello Stade d'Abidjan.

## Carriera
Il 28 febbraio 2021 viene acquistato a titolo definitivo dalla squadra armena dello Širak. Inoltre, conta cinque presenze nella CAF Confederation Cup, di cui due nei turni preliminari e tre nella fase a gironi, e una nei turni preliminari della CAF Champions League.

## Statistiche

### Presenze e reti nei club
Statistiche aggiornate all'11 giugno 2021.
| Stagione        | Squadra         | Campionato      | Campionato | Campionato | Coppe nazionali | Coppe nazionali | Coppe nazionali | Coppe continentali | Coppe continentali | Coppe continentali | Altre coppe | Altre coppe | Altre coppe | Totale | Totale |
| Stagione        | Squadra         | Comp            | Pres       | Reti       | Comp            | Pres            | Reti            | Comp               | Pres               | Reti               | Comp        | Pres        | Reti        | Pres   | Reti   |
| --------------- | --------------- | --------------- | ---------- | ---------- | --------------- | --------------- | --------------- | ------------------ | ------------------ | ------------------ | ----------- | ----------- | ----------- | ------ | ------ |
| feb.-mag. 2021  | Širak           | BC              | 5          | 0          |                 | -               | -               |                    | -                  | -                  |             | -           | -           | 5      | 0      |
| Totale carriera | Totale carriera | Totale carriera | 5          | 0          |                 | -               | -               |                    | -                  | -                  |             | -           | -           | 5      | 0      |